# Giltner
Giltner ist ein Dorf (Village) im Hamilton County im Süden von Nebraska, Vereinigte Staaten. Das U.S. Census Bureau hat bei der Volkszählung 2020 eine Einwohnerzahl von 406 ermittelt.

## Geografie
Das Dorf Giltner befindet sich rund 22 Kilometer südwestlich von Aurora. Die nächstgelegenen größeren Städte sind Grand Island (27 km nordwestlich) und Lincoln (120 km östlich).

## Geschichte
1886 kaufte die Lincoln Land Company Land im Union Township. Die Aufgabe der Firma war es Städte an Eisenbahnlinien zu entwickeln. Am 25. Mai 1886 wurde dieser Ort mit dem Namen Huntington offiziell eingetragen. Auf Bitte der Post wurde im Februar 1887 der Name in Bromfield geändert, weil es im Cedar County noch ein Hartington gab und sich die Zusendungen beider Orte vermischten. Aber der neue Name gefiel der Postbehörde ebenfalls nicht, weil es mit dem Bloomfield im Knox County erneut Chaos bei den Zusendungen gab. Zu Ehren des Pfarrers H. M. Giltner, der 1893 die Presbyterianische Kirche gründete, wurde der Ort nach ihm umbenannt. Offiziell wurde es am 14. September 1895.

## Verkehr
Der Ort ist über die Interstate 80 zu erreichen, die im Norden in rund 5 km Entfernung vorbeiführt.
Der nächstgelegene Flugplatz ist der Aurora Municipal Airport.